# Truppenspital (Wiener Neustadt)

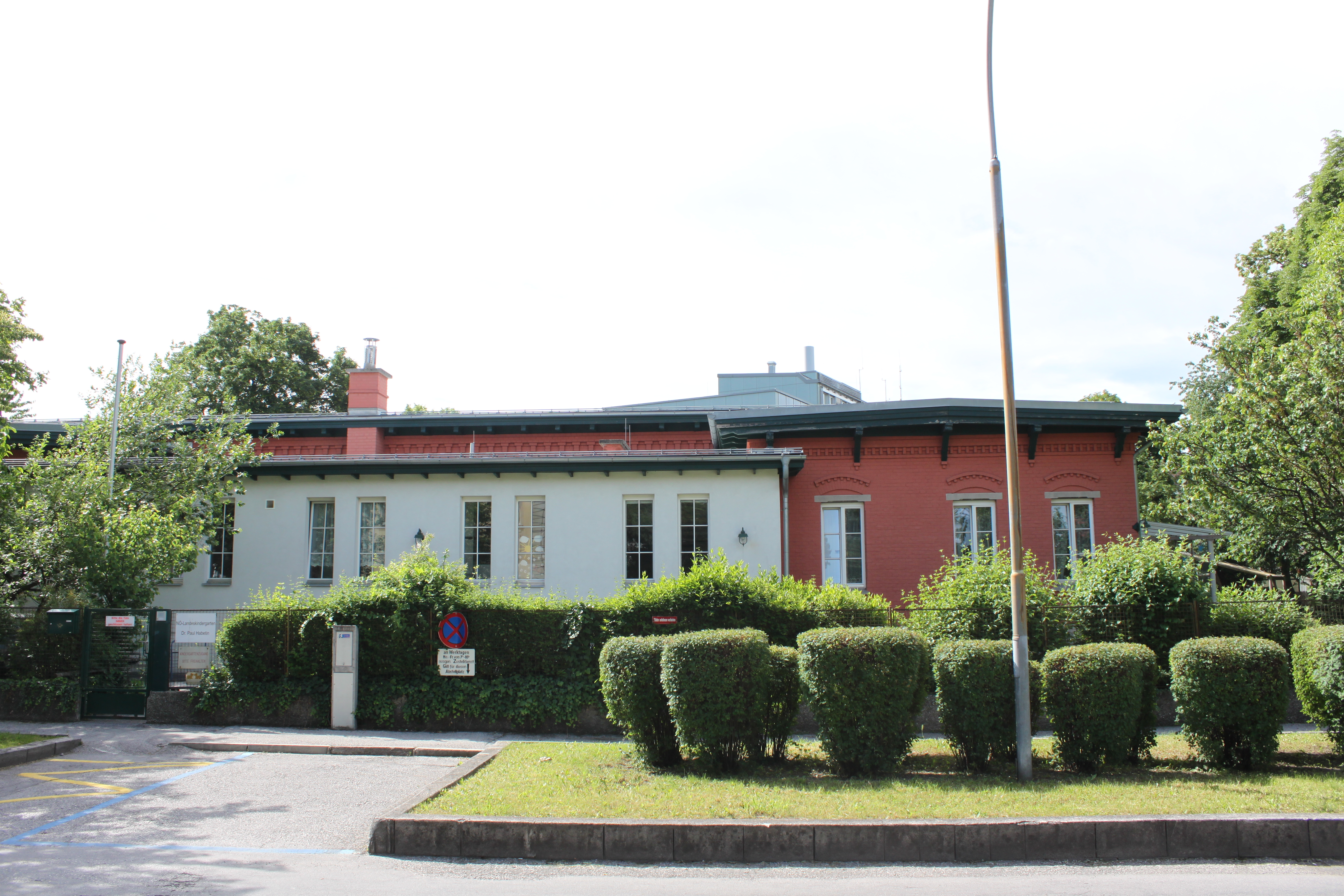
Ehemaliger Infektionspavillon des Truppenspitals, heute ein Kindergarten (2013)

Das Truppenspital in Wiener Neustadt wurde von 1903 bis 1918 als Militärspital genutzt. Der Restbestand der Krankenanstalt ist der heutige Dr.-Paul-Habetin-Kindergarten.

## Geschichte des Truppenspitals als Gebäude
Obwohl eine kaiserliche Resolution die Errichtung eines Militärspitals forderte, waren die kranken Soldaten in der Regimentsstadt Wiener Neustadt bis 1782 nur notdürftig in einem Gebäude außerhalb der Festungsstadt vor dem Ungartor untergebracht. Mitte 1782 brach ebendort ein Feuer aus, und die Kranken wurden in der Paulinerkaserne einquartiert. Am 22. Juli 1782 erging eine Mahnung an die Stadt, den Bau des Militärspitals anzugehen. Daraufhin wurden die Kranken im Norden weit außerhalb der Stadt untergebracht. Dagegen erhob im Jahre 1786 das Hoch- und Deutschmeisterregiment eine Beschwerde. Daraufhin schlug der Stadtrat das ehemalige Jesuitenkloster bei der Vorstadtkirche hl. Leopold als Gebäude vor, was als Provisorium bewilligt wurde, aber als Provisorium bis 1903 andauerte. Nach der Räumung des Provisoriums wurde ebendort 1905 das Stadtmuseum Wiener Neustadt und 1992 mit Gebäudetausch das Stadtarchiv Wiener Neustadt eingerichtet.
Am 15. Juni 1897 beschloss der Gemeinderat von Wiener Neustadt den Bau eines Militärspitals. Zum 9. Juli 1897 wurde vom Stift Neukloster der Schafflerhof in der Ungargasse 29 erworben. Das neue Truppenspital wurde vom Architekten Franz Ritter von Gruber mit drei Objekten, einem Hauptgebäude mit einem Südtrakt entlang der Ungargasse und einem Westtrakt zum Wiener Neustädter Kanal, einer Leichenhalle und einem Infektionpavillon am Schifffahrtskanal, projektiert. Der Abbruch des Schafflerhofes wurde am 17. Juni 1902 begonnen und im gleichen Jahr der Rohbau unter Dach gebracht und 1903 das Bauvorhaben fertiggestellt. Zum 2. Dezember 1903 wurde das Gebäude vom Bürgermeister Franz Kammann dem Militär übergeben und erhielt den Namen Kaiser-Franz-Joseph-Truppenspital und stand bis 1918 zum Ende des Ersten Weltkrieges in dieser Verwendung. Das Hauptgebäude hatte im Hochparterre zwei Krankenzimmer mit je 10 Betten und drei kleine Arztzimmer, Kanzleien und die Anstaltsküche; im 1. Stock wiederum zwei Krankenzimmer mit je 10 Betten, 5 Krankenzimmer, ein Isolierzimmer, ein Beobachtungszimmer, ein Operationszimmer und eine Dachterrasse. Alle Gebäude wurden in als Rohziegelbau gestaltet.
In der Zwischenkriegszeit situierte die Stadt unter dem Bürgermeister Anton Ofenböck im Gebäude ein Jugendamt, ein Entbindungsheim mit einem Mütterheim und eine Kinderkrippe. Im Sommer 1919 wurde der Betrieb aufgenommen. Am 28. Februar 1919 hatte der Gemeinderat auf Antrag des Gemeinderates und Augenarztes Richard Fröhlich die Berufung von zwei Schulärzten beschlossen. Dieses Schulärzte untersuchten die Schulkinder und entschieden über den Zuweisung von erholungsbedürftigen Kindern in die Waldschule oder zu anderen Erholungsaktionen im Inland und Ausland. Im Jugendamt wurde eine Mutterberatungsstelle eingerichtet, wo Fürsorgerinnen mit der Kinderarzt Strauß arbeiteten, wobei wegen des Andranges 1920 und 1921 zwei weitere Beratungsstellen eingerichtet wurden. Am 14. Mai 1920 wurde über das Engagement von Anton Ofenböck und Josef Püchler ein Jugendfürsorgeheim und eine Säuglingskrippe im ehemaligen Truppenspital eröffnet, wo elternlose Kinder und entwicklungsgefährdete Kleinkinder und Jugendliche aufgenommen wurden. Das Jugendfürsorgeheim und die Säuglingskrippe wurden 1926 geschlossen.
Nach dem „Anschluss Österreichs“ an Hitler-Deutschland bis 1945 zum Ende des Zweiten Weltkrieges befand sich im Gebäude das Wehrbezirkskommando Wiener Neustadt.
Nach dem Krieg im Sommer 1945 wurden die deutschen Landratsämter wieder österreichische Bezirkshauptmannschaften. Der Posthof, welcher seit 1909 der Sitz der Bezirksverwaltung war, war durch Kriegseinwirkung mit Bomben zerstört, somit wurde die Bezirkshauptmannschaft Wiener Neustadt 1945 im ehemaligen Truppenspital eingemietet. Die Bezirkshauptmannschaft bezog am 29. September 1956 ein neues Amtshaus in der Grazer Straße Ecke Neuklosterplatz. Das ehemalige Truppenspital wurde nun dem neu begründeten österreichischen Bundesheer als Kaserne überlassen. Im September 1956 rückte das in Graz neu aufgestellte Feldjägerbataillon Nr. 1 in Wiener Neustadt ein, deren 1. Kompanie wurde einquartiert, bis 1958 in die renovierte Infanteriekaserne übersiedelt wurde. Danach wurde das Gebäude vom Bundesministerium für Finanzen, Handel- und Wiederaufbau, Unterricht erworben und die städtischen Handelsschulen in der Herzog-Leopold-Straße in die Ungargasse übersiedelt. Zum 1. Jänner 1961 erfolgte die Übernahme der Schule durch den Bund und wurde die Handelsakademie und Handelsschule Wiener Neustadt. Das Gebäude wurde 1964, 1974 und 1981 durch Zubauten erweitert. Mit einer mehrjährigen Übersiedlung der Schule in die Bechtolsheim-Kaserne wurde mit dem Architekturbüro und Generalplaner DELTA ein Umbau und eine Sanierung – mit dem Hauptgebäude als Neubau – durchgeführt und 2012 die Schule neu bezogen.
Die ortsübliche Bezeichnung des Gebäudes als Truppenspital wechselte zu Die HAK. Im ehemaligen Infektionspavillon befindet sich der Dr.-Paul-Habetin-Kindergarten.